# Nishio
Nishio (西尾市 Nishio-shi?) es una ciudad que ubicada en la prefectura de Aichi, Japón. Tiene una población estimada, a inicios de febrero de 2022, de 170 786 habitantes.

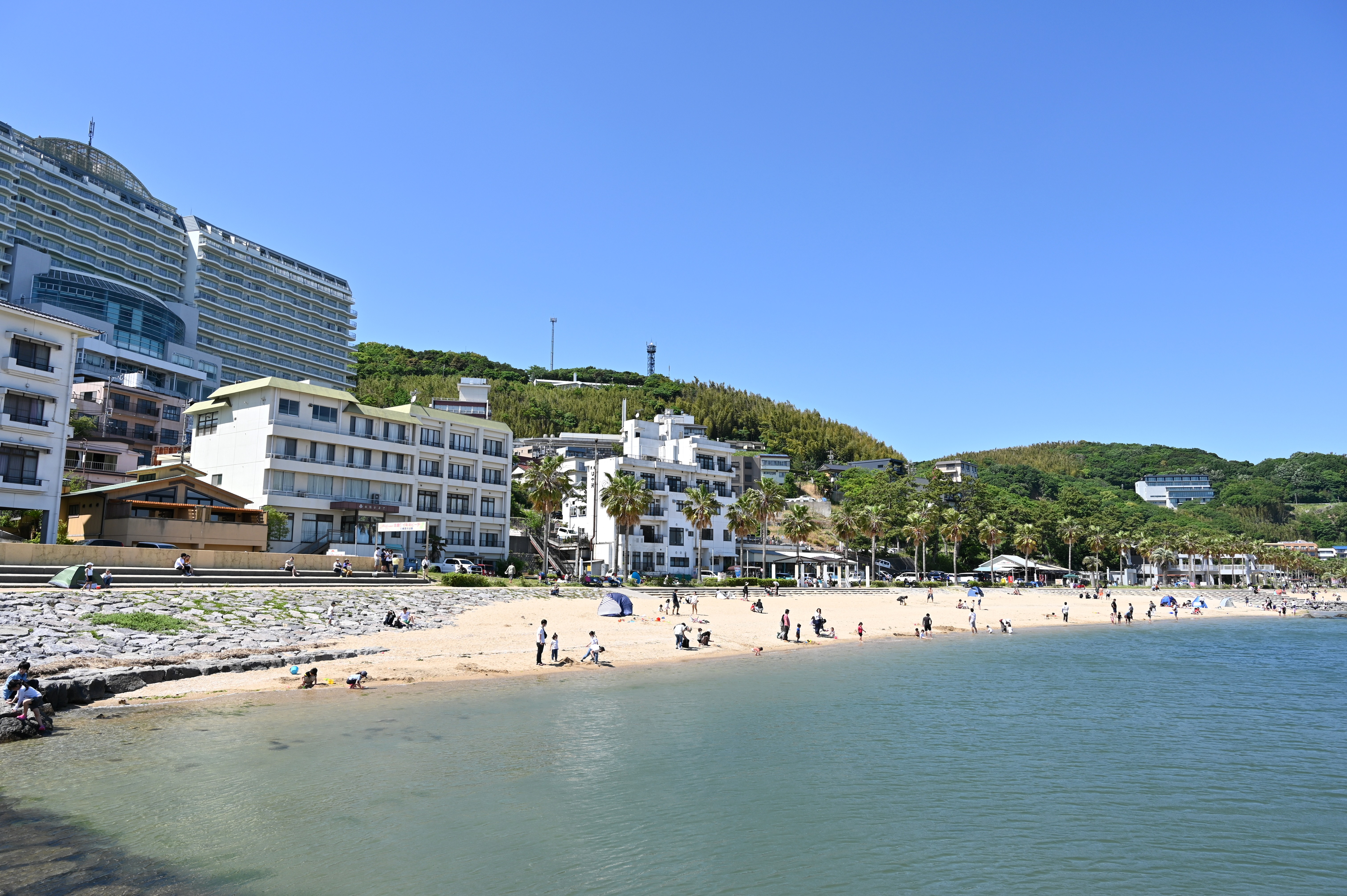
Playa Kirawaikiki

Fue fundada el 15 de diciembre de 1953.
En su territorio cruza el río Yahagi, que desemboca en la bahía de Mikawa.

## Ciudades hermanadas
- Porirua.